# Inola daviesae
Inola daviesae is een spinnensoort in de taxonomische indeling van de kraamwebspinnen (Pisauridae).
Het dier behoort tot het geslacht Inola. De wetenschappelijke naam van de soort werd voor het eerst geldig gepubliceerd in 2010 voor het eerst wetenschappelijk door Martin Tio en Margareth Humphrey. De wetenschappelijke naam daviesae verwijst naar Valerie Todd Davies, die het geslacht Inola als eerste wetenschappelijk beschreef.
De spin komt alleen voor in regenwoud in het noordoosten van Queensland. Hij is waargenomen op een hoogte van ongeveer 500 meter boven zeeniveau.